# Paso del Planchón
El Paso del Planchón o Paso Internacional Vergara es un paso cordillerano que se encuentra en el centro oeste de la Provincia de Mendoza por Argentina, y al norte de la Región del Maule por Chile (35°12′21″S 70°31′14″O / -35.205834, -70.520556). Comunica por la República Argentina a Chile, a través de la Ruta Nacional N° 145, que es de tierra consolidada y Ruta Provincial 226 de tierra consolidada, uniendo las ciudades de Malargüe (Argentina, con 22.942 habitantes) y Curicó (de Chile, con 178.000 habitantes). Por Chile, la ruta de acceso a este Paso, es la J-55, que comienza en la Panamericana 5 sur a la altura del kilómetro 185, en el acceso a la comuna de Romeral.
El relieve es irregular, montañoso y arenoso blando (volcánico). El clima es seco de montaña, y alcanza una temperatura extrema en verano de 15 °C y en invierno de -25 °C.
Posee la ventaja de ser una de las rutas más cortas entre ambos países, ya que se encuentra a tan solo 88 km de la ruta 5 Panamericana. La escasa inversión en infraestructura y desarrollo vial, determina que durante gran parte del año esta ruta no se encuentre en condiciones de ser transitada, pero durante el período estival es reparada para ser utilizada por turistas y algunas empresas del área minera. Se caracteriza por su hermoso y particular paisaje, al lado de los volcanes Planchón, Peteroa y Azufre, las Lagunas de Teno y de los baños termales de San Pedro.
El paso se encuentra habilitado en forma temporal, es decir, desde el 1 de noviembre y hasta el 30 de abril de cada año. Su control está bajo la autoridad de la Gendarmería Nacional Argentina, en la jurisdicción del Escuadrón 29 “Malargüe”, y de la Dirección Regional Aduana de Talcahuano, del Servicio Nacional de Aduanas de Chile.

## Historia
Esta ruta era conocida por los pehuenches, quienes la ocultaron celosamente; y no fue sino hasta el tiempo de Ambrosio O'Higgins que fue revelada a los españoles, cuando hacia el año 1787 enviaron a un indígena a Buenos Aires con un parte para el virrey pensando que realizaría el camino acostumbrado por Uspallata, pero este regresó al cabo de 16 días, lo que hizo concluir a los españoles que existía otro camino. 
Sin embargo, solo en 1803 José Santiago de Cerro y Zamudio, haciendo algunas exploraciones pudo cruzar la cordillera por el Planchón llegando a Mendoza.

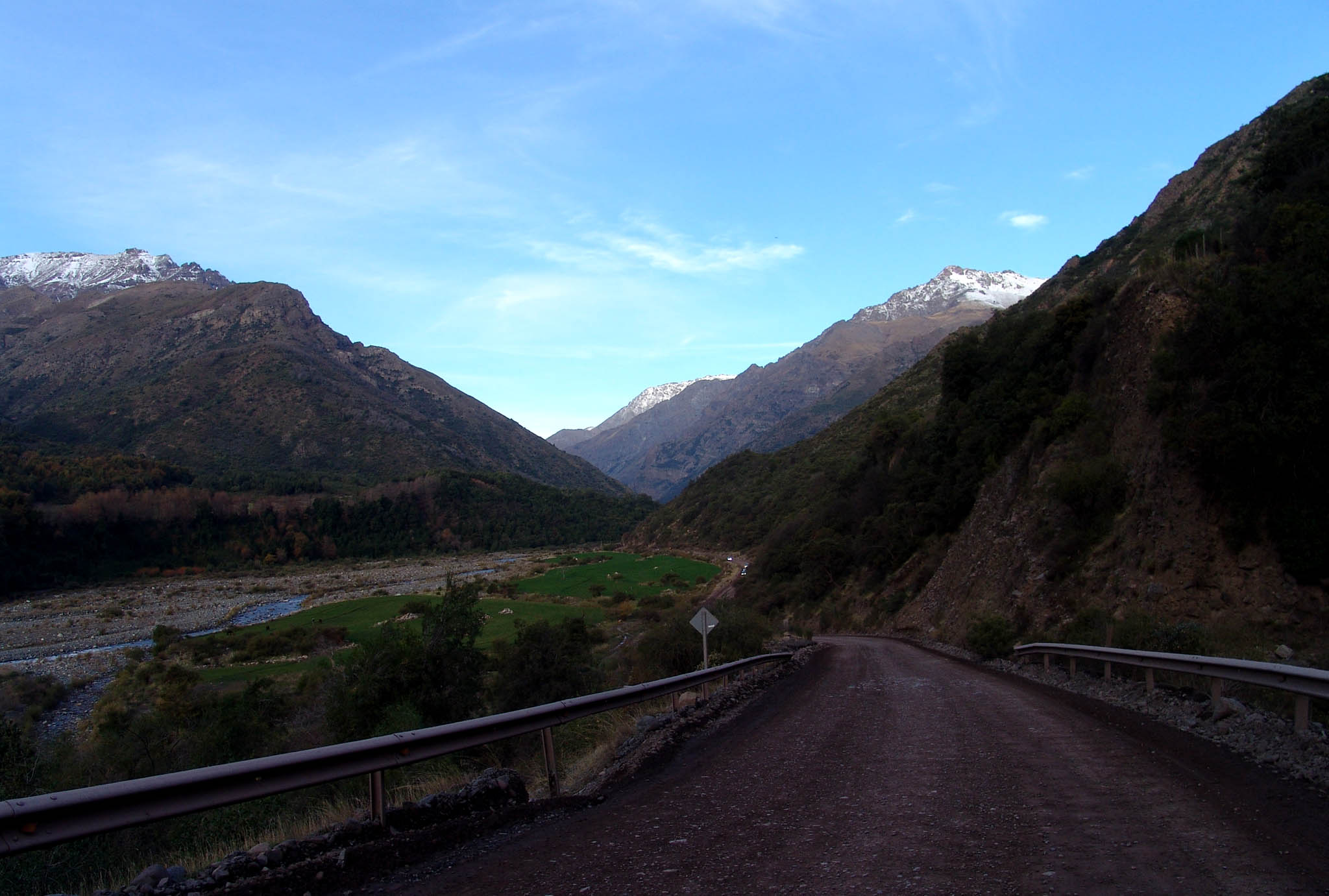
Ruta J55 hacia Paso Vergara

### El paso del Ejército de los Andes
El 14 de enero de 1817 salió del Campamento del Plumerillo en Mendoza el teniente coronel Ramón Freire con un destacamento compuesto por:
- Un piquete de 25 soldados del Batallón N° 7;
- Un piquete de 25 soldados del Batallón N° 8;
- Un piquete de 25 soldados del Batallón N° 11;
- Un piquete de 25 soldados del Regimiento de Granaderos a Caballo;
- Un grupo de emigrados chilenos voluntarios.

Los comandantes de cada piquete son desconocidos.
El día 15 a las 11.30 llegó a Luján de Cuyo. Al día siguiente reanudó la marcha y siguió por Carrizal, los fuertes de San Carlos y San Rafael. 
Sobre el recorrido y fechas no se han podido obtener datos. El primer parte enviado por él después del encuentro con el enemigo en Chile está fechado el día 4, por lo que es de prever que cruzó la cordillera el 1 de febrero. 
La acción de Cumpeo (caserío situado al nordeste de Talca se desarrolló al amanecer del día 4 y después de dos horas la fuerza realista fue derrotada abandonando el campo de lucha, pero no fue perseguida por el mal estado del ganado de la expedición.
Freire tuvo conocimiento que desde Curicó avanzaban rumbo a Talca unos 400 hombres y no creyó prudente exponerse a un combate desventajoso, retirándose a la quebrada de la Veguilla (4 leguas al sudeste de Cumpeo), donde permaneció en observación hasta el día 9. 
Mientras tanto las arbitrariedades de los realistas al sur de Chile, permitieron a Freire recibir la adhesión de muchos patriotas chilenos y aumentar así su efectivo a 600 hombres. 
El día 8 envió avanzadas a Talca y pudo comprobar que las tropas enemigas habían evacuado esa localidad, Quechereguas y Curicó esa tarde, dirigiéndose a San Fernando.
Freire destacó al capitán Francisco Javier Molina al frente de 50 hombres bien armados, con la misión de tomar contacto con la guarnición de Talca que marchaba hacia el norte, y desde Quechereguas el día 9, donde se encontraba sitiándolas, pidió refuerzos. Freire acudió a fin de impedir la retirada, pero llegó tarde.
Freire hizo informar a los realistas por medio de falsos agentes que su retirada de Cumpeo, que realizó posteriormente, se debía a que allí debía esperar a O'Higgins, el que de un momento a otro llegaría con el grueso de su ejército. Estas noticias apresuraron aún más la retirada del enemigo hacia el norte. 
En la misma noche del día 9 la expedición descansó en Quechereguas reanudando la marcha hacia Pilares al día siguiente. Ante noticias recibidas el día 11 anunciando un nuevo avance de tropas realistas, Freire se replegaría hasta Cumpeo. 
Finalmente se enteró de que las noticias del avance de tropas que lo impulsaron a replegarse a Cumpeo eran falsas, por lo que se activaron las diligencias tendientes a sublevar las distintas poblaciones y así logró aumentar en poco tiempo los efectivos de su expedición hasta 2.000 hombres aproximadamente.
Desde la Hacienda de Cumpeo, Freire se puso en comunicación con San Martín, dándole cuenta del desarrollo de la comisión.
Este avance de Freire obligó a Marcó del Pont a distraer una fuerza de aproximadamente 1000 hombres, que no pudo reunir a tiempo cuando libró la Batalla de Chacabuco.